# Official髭男dism Tour 19/20 - Hall Travelers -
「Official髭男dism Tour 19/20 - Hall Travelers -」（オフィシャルひげだんディズム ツアー 19／20 - ホール トラベラーズ）は、2019年10月26日から2020年2月22日にかけて行われた、日本のバンド・Official髭男dismのホールツアー｡

## 概要
バンド3ヶ月ぶりのツアーであり、2019年10月から2020年2月の4ヶ月間にわたって24会場29公演が行われた。
セットリストはアルバム『Traveler』に収められた楽曲を中心に構成されている。
2020年1月19日米子公演と1月21日倉敷公演はDr. 松浦匡希が19日にインフルエンザを発症したため、それぞれ2月21日、2月22日に延期された。

## 公演詳細
| 日付   | 日付         | 会場                                           |
| ------ | ------------ | ---------------------------------------------- |
| 2019年 | 10月26日(土) | 市川市文化会館 大ホール (千葉県)               |
| 2019年 | 10月30日(水) | なら100年会館 大ホール (奈良県)                |
| 2019年 | 11月01日(金) | グランキューブ大阪 (大阪府)                    |
| 2019年 | 11月02日(土) | グランキューブ大阪 (大阪府)                    |
| 2019年 | 11月07日(木) | 大宮ソニックシティ 大ホール (埼玉県)           |
| 2019年 | 11月10日(日) | 本多の森ホール (石川県)                        |
| 2019年 | 11月15日(金) | 小樽市民会館 (北海道)                          |
| 2019年 | 11月17日(日) | 札幌文化芸術劇場 hitaru (北海道)               |
| 2019年 | 11月23日(土) | サンポートホール高松 (香川県)                  |
| 2019年 | 11月24日(日) | 神戸国際会館 こくさいホール (兵庫県)           |
| 2019年 | 11月29日(金) | 愛知県芸術劇場 大ホール (愛知県)               |
| 2019年 | 11月30日(土) | オリンパスホール八王子 (東京都)                |
| 2019年 | 12月07日(土) | 長良川国際会議場 メインホール (岐阜県)         |
| 2019年 | 12月08日(日) | 日本特殊陶業市民会館 フォレストホール (愛知県) |
| 2019年 | 12月13日(金) | 広島文化学園 HBGホール (広島県)                |
| 2019年 | 12月15日(日) | 島根県民会館 大ホール (島根県)                 |
| 2019年 | 12月20日(金) | 仙台サンプラザホール (宮城県)                  |
| 2019年 | 12月22日(日) | いわき芸術文化交流館アリオス 大ホール (福島県) |
| 2020年 | 01月04日(土) | 福岡サンパレス (福岡県)                        |
| 2020年 | 01月05日(日) | 福岡サンパレス (福岡県)                        |
| 2020年 | 01月12日(日) | パシフィコ横浜 国立大ホール (神奈川県)         |
| 2020年 | 01月13日(月) | パシフィコ横浜 国立大ホール (神奈川県)         |
| 2020年 | 01月19日(日) | 米子市公会堂 (鳥取県) ※2/22に延期              |
| 2020年 | 01月21日(火) | 倉敷市民会館 (岡山県) ※2/21に延期              |
| 2020年 | 01月26日(日) | 新潟テルサ (新潟県)                            |
| 2020年 | 01月31日(金) | 宝山ホール (鹿児島県)                          |
| 2020年 | 02月02日(日) | 熊本県立劇場 演劇ホール (熊本県)               |
| 2020年 | 02月10日(月) | パシフィコ横浜 国立大ホール (神奈川県)         |
| 2020年 | 02月11日(火) | パシフィコ横浜 国立大ホール (神奈川県)         |
| 2020年 | 02月21日(金) | 倉敷市民会館 (岡山県) ※1/21(火)の振替公演      |
| 2020年 | 02月22日(土) | 米子市公会堂 (鳥取県) ※1/19(日)の振替公演      |

## 映像化作品
2020年8月にリリースされた3rd EP 「HELLO EP」のCD＋DVD盤に、2月10日に行われたパシフィコ横浜公演のライブ映像10曲と｢Behind The Scene from Official髭男dism Tour 19/20-Hall Travelers-｣が収録されている｡
| #   | タイトル         | 作詞 | 作曲・編曲 |
| --- | ---------------- | ---- | ---------- |
| 1.  | 「イエスタデイ」 |      |            |
| 2.  | 「Amazing」      |      |            |
| 3.  | 「Rowan」        |      |            |
| 4.  | 「ビンテージ」   |      |            |
| 5.  | 「最後の恋煩い」 |      |            |
| 6.  | 「旅は道連れ」   |      |            |
| 7.  | 「Pretender」    |      |            |
| 8.  | 「ラストソング」 |      |            |
| 9.  | 「I LOVE...」    |      |            |
| 10. | 「宿命」         |      |            |